# Dienten am Hochkönig
Dienten am Hochkönig è un comune austriaco di 768 abitanti nel distretto di Zell am See, nel Salisburghese.

## Geografia fisica
Il comune si trova nel Pinzgau, ai piedi del monte Hochkönig (2 943 m s.l.m.).

## Storia
Dienten am Hochkönig è stato nominato per la prima volta nel 963; nella zona nel Medioevo c'era una miniera di ferro, che fu abbandonata nel 1864.